# Bezeškodní průběh
Bezeškodní průběh představuje období, ve kterém řidič neměl žádnou dopravní nehodu (škodní událost), kterou by sám zavinil. Pojišťovny délku bezeškodního průběhu zohledňují při výpočtu výše pojistného, jedná se o tzv. bonus. Čím vyšší je počet měsíců v bezeškodním průběhu, tím nižší je pojistné za povinné ručení. Informace o škodním průběhu eviduje Česká kancelář pojistitelů ve své databázi.

## Historie
Bezeškodní průběh je u ČKP evidován od 1. ledna 2000, tedy ode dne, kdy se stalo Pojištění odpovědnosti z provozu vozidla ze zákona povinným. 

## Důležité informace
Bezeškodní průběh se vždy váže k pojistníkovi, nikoliv k vozidlu nebo pojišťovně, u které je vozidlo pojištěno. Bezeškodní průběh si mezi sebou pojišťovny převádějí, při změně pojišťovny pojistník o bonus nepřijde. V případě sjednání nového povinného ručení u jiné pojišťovny lze tedy uplatnit bezeškodní průběh z předchozích smluv. Výše bezeškodního průběhu může výsledné pojistné zlevnit až o 55% - 60%. 
V případě, že dojde k dopravní nehodě vlastní vinou, snižuje se výše bezeškodního průběhu o tzv. malus.